# Madre de Dios (region)
Region Madre de Dios (česky „Matka Boží”) je jihovýchodní peruánský region sousedící s Bolívií a Brazílií. Nachází se v Amazonské nížině na úpatí peruánských And. Hlavním městem je Puerto Maldonado, vzdálené asi 400 km východně od Cuzca, které leží na řece Madre de Dios podle níž se celý region nazývá. Žije zde přibližně 141 tisíc obyvatel.

## Geografie
Téměř celá rozloha regionu je pokrytá tropickým deštným pralesem, který je znám svou pestrostí různých živočišných a rostlinných druhů. Pro jeho zachování byl v roce 1990 zřízen národní park Manu a chráněná oblast Tambopata-Candamo. Hlavní řekou regionu je Madre de Dios a její přítoky řeky Inambari, Manú, Tambopata, Las Piedras a Los Amigos.
Region žije hlavně z turismu, tak jako z pěstování kaučuku, rýžování zlata a dřevařství.